# Supa Dupa Fly
Supa Dupa Fly, es el álbum de debut de Missy Elliott, publicado en 1997. Se trata de un disco de hip hop y R&B producido completamente por Timbaland. Debutó en el número 3 de Billboard Hot 100 con 179,000 copias. Entre sus singles se incluyen "The Rain (Supa Dupa Fly)", "Sock It 2 Me" "Hit Em Wit Da Hee" y "Beep Me 911." El disco cuenta con colaboraciones de artistas como Busta Rhymes, Ginuwine, Space Nine, Nicole Wray, Lil' Kim, 702, Aaliyah, Timbaland & Magoo.
Supa Dupa Fly es catalogado como uno de álbumes más influyentes del hip hop y de los mejores álbumes debuta de los tiempos según Rolling Stones, el álbum fue platino en los Estados Unidos por superar el millón de copias a solo 2 meses de su lanzamiento y vendió más de 7 millones de copias a nivel mundial.

## Listas de éxitos
El disco de Elliot debutó en el número 3 del Billboard 200 con 178,000 copias  Logró el disco de platino consiguiendo ventas de más de 1.3 millones a dos meses de su estreno.En 1998 el álbum había logrado ventas por encima de los 4 millones.

## Crítica
El disco recibió críticas muy positivas, estando considerado como uno de los discos más influyentes en la historia del hip hop. Tuvo un impacto determinante sobre el R&B, género que desde entonces toma buena parte de los elementos de este disco como referencia. Y es imprescindible para comprender la evolución del hip hop, hasta el punto de que algunos críticos los han considerado como un disco "revolucionario".

## Lista de canciones
1. "Busta's Intro" (featuring Busta Rhymes)
2. "Hit Em wit da Hee" (featuring Lil' Kim)
3. "Sock It 2 Me" (featuring Da Brat)
4. "The Rain (Supa Dupa Fly)"
5. "Beep Me 911" (featuring 702 & Magoo)
6. "They Don't Wanna Fuck Wit Me"
7. "Pass da Blunt"
8. "Bite our Style (Interlude)"
9. "Friendly Skies" (featuring Ginuwine)
10. "Best Friends" (featuring Aaliyah)
11. "Don't Be Commin' (In My Face)"
12. "Izzy Izzy Ahh"
13. "Why You Hurt Me"
14. "I'm Talkin'"
15. "Gettaway" (featuring Space Nine & Nicole)
16. "Busta's Outro" (featuring Busta Rhymes)
17. "Missy's Finale"
18. "Release the Tension" [Bonus Track en Japón]